# Билалов, Нияз Алмазович
Нияз Алмазович Билалов (род. 5 сентября 1994, Набережные Челны, Татарстан) — российский дзюдоист татарского происхождения, двукратный чемпион России, двукратный бронзовый призёр летних Универсиад (2015 и 2017), мастер спорта России. Воспитанник спортивной школы Олимпийский.

## Биография
Тренируется у тренера Константина Толмачева в г. Набережные Челны. В числе побед — золотая медаль на Международном турнире в Австрии, бронзовая медаль чемпионата России, серебряная медаль на Открытом Кубке Африке по дзюдо 2015 года. В июле 2015 завоевал бронзу на Универсиаде в Кванджу.
Выиграл бронзу на Универсиаде 2017 года в Тайбэе.
Победитель турнира Большого шлема в ОАЭ, участник чемпионата Европы 2018.
Победитель этапа Гран-При Мексики 2018 года. 
Чемпион России 2021 года в городе Майкоп.
Победитель турнира Большого Шлема в Азербайджане 2021 года.
В начале недели челнинец Нияз Билалов завоевал золотую медаль чемпионата России по дзюдо (в весе до 100 кг), став первым татарстанцем, сумевшим выиграть первенство страны за последние 20 лет. Нияз — простой 27-летний парень, который давно состоит в сборной России, брал бронзовые медали на «Большом шлеме» и выигрывал этапы Кубка Европы, однако о нем по-прежнему мало что знают даже в родной республике. Спортивная редакция «Реального времени» решила восполнить этот пробел и побеседовала с героем недели — о его непростом детстве в автограде, мечтах о большом футболе, качествах, которые Нияз больше всего ценит в людях, и о том, как дзюдо поменяло характер спортсмена.
В Казани завершилось первенство Приволжского Федерального округа по дзюдо среди юниоров и юниорок в возрастной категории до 21 года. Нияз Билалов завоевал первое.
Спортсмен сборной команды России и Республики Татарстан, мастер спорта России по дзюдо Нияз Билалов завоевал бронзовую медаль в весовой категории до 100 кг на Всероссийской спартакиаде по летним видам спорта среди сильнейших спортсменов, которая прошла 23-24 августа в Казани.

## Спортивные результаты
- Этап Кубка Европы по дзюдо среди юниоров 2013 года — ;
- Первенство России по дзюдо среди молодёжи 2014 года[12] — ;
- Первенство Европы по дзюдо среди молодёжи 2015 года[13][14] — ;
- Первенство Европы по дзюдо среди молодёжи 2016 года[15][16] — ;
- Этап Кубка Европы по дзюдо 2015 года[17][18][19] — ;
- Этап Кубка Европы по дзюдо 2016 года[20] — ;
- Большой Шлем Абу-Даби по дзюдо 2017 года[21][22] — ;
- Большой Шлем Дюссельдорф по дзюдо 2018 года[23][24][25] — ;
- Гран При Мексики по дзюдо 2018 года[26][27] [28]— ;
- Чемпионат России по дзюдо 2021[29][30][31] — ;
- Большой Шлем Баку по дзюдо 2022 года[32][33] — .
- Дзюдо на Всероссийской спартакиаде 2022 — ;
- Чемпионат России по дзюдо 2024 — ;